# Archichlora marcescens
Archichlora marcescens là một loài bướm đêm trong họ Geometridae.